# Ozyptila
Ozyptila là một chi gồm những loài nhện khá nhỏ.

## Các loài
- Ozyptila aculeipes Strand, 1906 (Tunisia)
- Ozyptila aculipalpa Wunderlich, 1995 (Iran)
- Ozyptila americana Banks, 1895 (Hoa Kỳ, Canada)
- Ozyptila amkhasensis Tikader, 1980 (Ấn Độ)
- Ozyptila ankarensis Karol, 1966 (Thổ Nhĩ Kỳ)
- Ozyptila annulipes (Lucas, 1846) (Algérie)
- Ozyptila arctica Kulczyn'ski, 1908 (miền Toàn Bắc)
- Ozyptila aspex Pavesi, 1895 (Ethiopia)
- Ozyptila atlantica Denis, 1963 (quần đảo Canaria, quần đảo Savage)
- Ozyptila atomaria (Panzer, 1801) (Cổ Bắc giới)
- Ozyptila barbara Denis, 1945 (Algérie)
- Ozyptila beaufortensis Strand, 1916 (Hoa Kỳ, Canada)
- Ozyptila bejarana Urones, 1998 (Tây Ban Nha)
- Ozyptila bicuspis Simon, 1932 (Tây Ban Nha, Pháp)
- Ozyptila brevipes (Hahn, 1826) (Cổ Bắc giới)
- Ozyptila caenosa Jézéquel, 1966 (Bờ Biển Ngà)
- Ozyptila callitys (Thorell, 1875) (Tunisia)
- Ozyptila chandosiensis Tikader, 1980 (Ấn Độ)
- Ozyptila claveata (Walckenaer, 1837) (Cổ Bắc giới)
- Ozyptila clavidorsa Roewer, 1959 (Thổ Nhĩ Kỳ)
- Ozyptila clavigera (O. P.-Cambridge, 1872) (Israel)
- Ozyptila confluens (C. L. Koch, 1845) (Nam Âu, Syria)
- Ozyptila conostyla Hippa, Koponen & Oksala, 1986 (Thổ Nhĩ Kỳ đến Turkmenistan)
- Ozyptila conspurcata Thorell, 1877 (Hoa Kỳ, Canada)
- Ozyptila creola Gertsch, 1953 (Hoa Kỳ)
- Ozyptila curvata Dondale & Redner, 1975 (Hoa Kỳ, Canada)
- Ozyptila danubiana Weiss, 1998 (Romania)
- Ozyptila distans Dondale & Redner, 1975 (Hoa Kỳ, Canada)
- Ozyptila elegans (Blackwall, 1870) (Ý)
- Ozyptila flava Simon, 1875 (Tây Ban Nha)
- Ozyptila formosa Bryant, 1930 (Hoa Kỳ)
- Ozyptila fukushimai Ono, 2002 (Nhật Bản)
- Ozyptila furcula L. Koch, 1882 (quần đảo Baleares)
- Ozyptila fusca (Grube, 1861) (Nga)
- Ozyptila gasanensis Paik, 1985 (bán đảo Triều Tiên)
- Ozyptila georgiana Keyserling, 1880 (Hoa Kỳ, Canada)
- Ozyptila gertschi Kurata, 1944 (miền Toàn Bắc)
- Ozyptila geumoensis Seo & Sohn, 1997 (bán đảo Triều Tiên)
- Ozyptila grisea Roewer, 1955 (Iran, Afghanistan)
- Ozyptila hardyi Gertsch, 1953 (Hoa Kỳ)
- Ozyptila heterophthalma Berland, 1938 (New Hebrides)
- Ozyptila inaequalis (Kulczyn'ski, 1901) (Nga, Kazakhstan, Mông Cổ, Trung Quốc)
- Ozyptila inglesi Schick, 1965 (Hoa Kỳ)
- Ozyptila jeholensis Saito, 1936 (Trung Quốc)
- Ozyptila judaea Levy, 1975 (Israel)
- Ozyptila kaszabi Marusik & Logunov, 2002 (Mông Cổ, Trung Quốc)
- Ozyptila khasi Tikader, 1961 (Ấn Độ)
- Ozyptila ladina Thaler & Zingerle, 1998 (Ý)
- Ozyptila laevis Denis, 1954 (Morocco)
- Ozyptila leprieuri Simon, 1875 (Morocco, Algérie)
- Ozyptila lugubris (Kroneberg, 1875) (Nga, Trung Á)
- Ozyptila lutosa Ono & Martens, 2005 (Iran)
- Ozyptila maculosa Hull, 1948 (Anh)
- Ozyptila makidica Ono & Martens, 2005 (Iran)
- Ozyptila manii Tikader, 1961 (Ấn Độ)
- Ozyptila maratha Tikader, 1971 (Ấn Độ)
- Ozyptila matsumotoi Ono, 1988 (Nhật Bản)
- Ozyptila metschensis Strand, 1906 (Ethiopia, Đông Phi)
- Ozyptila mingrelica Mcheidze, 1971 (Gruzia)
- Ozyptila monroensis Keyserling, 1884 (Hoa Kỳ, Canada)
- Ozyptila nigristerna Dalmas, 1922 (Ý)
- Ozyptila nipponica Ono, 1985 (Trung Quốc, bán đảo Triều Tiên, Nhật Bản)
- Ozyptila nongae Paik, 1974 (Nga, Trung Quốc, bán đảo Triều Tiên, Nhật Bản)
- Ozyptila numida (Lucas, 1846) (Algérie)
- Ozyptila omega Levy, 1975 (Israel)
- Ozyptila orientalis Kulczyn'ski, 1926 (Nga, Trung Quốc, Nhật Bản)
  - Ozyptila orientalis basegica Esyunin, 1992 (Nga)
- Ozyptila pacifica Banks, 1895 (Hoa Kỳ, Canada)
- Ozyptila panganica Caporiacco, 1947 (Đông Phi)
- Ozyptila parvimana Simon, 1885 (Senegal)
- Ozyptila patellibidens Levy, 1999 (Israel)
- Ozyptila pauxilla (Simon, 1870) (Tây Địa Trung Hải)
- Ozyptila perplexa Simon, 1875 (Tây Ban Nha, Pháp, Algérie)
- Ozyptila praticola (C. L. Koch, 1837) (miền Toàn Bắc)
- Ozyptila pullata (Thorell, 1875) (Cổ Bắc giới)
- Ozyptila rauda Simon, 1875 (Cổ Bắc giới)
- Ozyptila reenae Basu, 1964 (Ấn Độ)
- Ozyptila rigida (O. P.-Cambridge, 1872) (Israel, Ả Rập Xê Út, Azerbaijan)
- Ozyptila sakhalinensis Ono, Marusik & Logunov, 1990 (Nga, Nhật Bản)
- Ozyptila sanctuaria (O. P.-Cambridge, 1871) (châu Âu)
- Ozyptila scabricula (Westring, 1851) (Cổ Bắc giới)
- Ozyptila secreta Thaler, 1987 (Switzerland, Ý)
- Ozyptila sedotmikha Levy, 2007 (Israel)
- Ozyptila shuangqiaoensis Yin et al., 1999 (Trung Quốc)
- Ozyptila simplex (O. P.-Cambridge, 1862) (Cổ Bắc giới)
- Ozyptila sincera Kulczyn'ski, 1926 (miền Toàn Bắc)
  - Ozyptila sincera canadensis Dondale & Redner, 1975 (Hoa Kỳ, Canada)
  - Ozyptila sincera oraria Dondale & Redner, 1975 (Hoa Kỳ)
- Ozyptila spinosissima Caporiacco, 1934 (Karakorum)
- Ozyptila spirembola Wunderlich, 1995 (Thổ Nhĩ Kỳ)
- Ozyptila strandi Kolosváry, 1939 (Montenegro)
- Ozyptila tenerifensis Wunderlich, 1992 (quần đảo Canaria)
- Ozyptila theobaldi Simon, 1885 (Ấn Độ)
- Ozyptila tricoloripes Strand, 1913 (Israel, Azerbaijan, Turkmenistan)
- Ozyptila trux (Blackwall, 1846) (Cổ Bắc giới)
  - Ozyptila trux devittata Strand, 1901 (Na Uy)
- Ozyptila umbraculorum Simon, 1932 (Bồ Đào Nha, Tây Ban Nha, Pháp)
- Ozyptila utotchkini Marusik, 1990 (Nga)
- Ozyptila varica Simon, 1875 (Algérie)
- Ozyptila westringi (Thorell, 1873) (Netherlands, Germany)
- Ozyptila wuchangensis Tang & Song, 1988 (Trung Quốc)
- Ozyptila yosemitica Schick, 1965 (Hoa Kỳ)